# Katanda (république de l'Altaï)
Katanda  (en russe : Катанда, en altaï méridional : Катан Туу, Katan Tuu) est un village du raïon d'Oust-Koksa dans la république de l'Altaï, en Russie. Il fait partie de l'établissement rural de Katanda, dont il est le chef-lieu. Sa population s'élevait à 794 habitants au recensement de 2021.

## Géographie
Le village de Katanda se situe dans la république de l'Altaï, une république de Sibérie méridionale, en Russie. Il fait partie du district fédéral sibérien. Le village fait partie du raïon d'Oust-Koksa, le raïon de la république le plus au sud-ouest, qui compte 42 localités, avec Oust-Koksa comme centre administratif. Il fait partie de l'établissement rural de Katanda, une municipalité, dont il est le chef-lieu.
Katanda, comme toute la république de l'Altaï, est située dans le fuseau horaire MSK+4 (heure de Krasnoïarsk). Le décalage horaire appliqué par rapport au temps universel coordonné est +07:00.
Le village se situe sur la rive gauche de la Katoun.

## Histoire
D'après liste des lieux peuplés du territoire sibérien de 1928, le village a été fondé en 1836.

## Démographie
Recensements (*) et estimations de la population,,:
| 2002* | 2010* | 2012 | 2013 |
| ----- | ----- | ---- | ---- |
| 1 094 | 1 038 | 985  | 965  |

| 2014 | 2015 | 2016 | 2021* |
| ---- | ---- | ---- | ----- |
| 931  | 912  | 905  | 794   |

En 2002, sur les 91 habitants, il y avait 80 % de Russes.

## Transports
La route d'Ouïmon traverse le village, route reliant Tioungour, via Oust-Koksa et Oust-Kan, à la route fédérale R256, principal axe régional.